# Acrocercops clinogramma
Acrocercops clinogramma là một loài bướm đêm thuộc họ Gracillariidae, được ghi nhận tại Việt Nam. Loài này được Edward Meyrick mô tả năm 1930.